# Agelena chayu
Agelena chayu là một loài nhện trong họ Agelenidae.
Loài này thuộc chi Agelena. Agelena chayu được Zhang, Zhu & Da-xiang Song miêu tả năm 2005.